# Vocal semicerrada anterior no redondeada
La vocal semicerrada anterior no redondeada (escucharⓘ) es un sonido vocálico usado en algunas lenguas orales. El símbolo en el Alfabeto Fonético Internacional es e, y el símbolo X-SAMPA correspondiente es e.

## Características
- Su abertura es entre casi cerrada y media, más cerrada que ɛ.

- Su localización es anterior, lo que significa que la lengua se sitúa tan adelante como sea posible en la boca sin crear una constricción que se pueda calificar como consonante.

- No está redondeada, lo que significa que los labios no se abocinan.

## Aparece en
| Idioma              | Idioma              | Palabra     | AFI       | Significado  | Notas                                                                                  |
| ------------------- | ------------------- | ----------- | --------- | ------------ | -------------------------------------------------------------------------------------- |
| Alemán              | Alemán              | S'ee'le     | [ˈzeːlə]  | 'alma'       | Véase Fonología del alemán                                                             |
| Catalán             | Catalán             | s'é'c       | [sek]     | 'Doblar'     | Véase Fonología del catalán                                                            |
| Coreano             | Coreano             | 베다/b'e'da | [ˈpeːda]  | 'cortar'     | Véase Fonología del coreano                                                            |
| Danés               | Danés               | s'e'ng      | [seŋ]     | 'Cama'       | Véase Fonología del danés                                                              |
| Inglés              | Australiano         | bed         | [bed]     | 'Cama'       | Véase Fonología del inglés australiano                                                 |
| Inglés              | Estadounidense      | play        | [pl̥eː]    | 'Jugar'      | Algunos dialectos. Muchos hablantes tienen en su lugar un diptongo del tipo [eɪ].      |
| Feroés              | Feroés              | 'eg'        | [eː]      | 'Yo'         |                                                                                        |
| Francés             | Francés             | beaut'é'    | [bote]    | 'Belleza'    | Véase Fonología del francés                                                            |
| Español rioplatense | Español rioplatense | hacer       | [a'seɾ]   | -            |                                                                                        |
| Gallego             | Gallego             | tres        | [tres]    | 'Tres'       |                                                                                        |
| Georgiano           | Georgiano           | მეფჱ        | [mɛpʰej]  | 'Rey'        |                                                                                        |
| Italiano            | Italiano            | st'e'll'e'  | [ˈstelle] | 'estrellas'  | Véase Fonología del italiano                                                           |
| Neerlandés          | Neerlandés          | vr'ee'md    | [vreːmt]  | 'Extraño'    | Véase Fonología del neerlandés                                                         |
| Noruego             | Noruego             | l'e'        | [leː]     | 'reír'       | Véase Fonología del noruego                                                            |
| Polaco              | Polaco              | dzi'e'ń     | [dʑeɲ]    | 'día'        | Alófono de /ɛ/ entre consonantes palatales o palatalizadas. Véase Fonología del polaco |
| Portugués           | Portugués           | m'e'sa      | [mezɐ]    | 'mesa'       | Véase Fonología del portugués                                                          |
| Ruso                | Ruso                | шея         | [ˈʂejə]   | 'cuello'     | Sólo ocurre antes de consonantes suaves. Véase Fonología del ruso                      |
| Sueco               | Sueco               | s'e'        | [seː]     | 'ver'        | Véase Fonología del sueco                                                              |
| Vietnamita          | Vietnamita          | t'ê'        | [te]      | 'adormecido' | Véase Fonología del vietnamita                                                         |